# Cantone di Lure-1
Il Cantone di Lure-1 è una divisione amministrativa dell'arrondissement di Lure.
È stato costituito a seguito della riforma approvata con decreto del 17 febbraio 2014, che ha avuto attuazione dopo le elezioni dipartimentali del 2015.

## Composizione
Comprende parte della città di Lure e i 20 comuni di:
- Adelans-et-le-Val-de-Bithaine
- Betoncourt-lès-Brotte
- Bouhans-lès-Lure
- Châteney
- Châtenois
- La Creuse
- Creveney
- Dambenoît-lès-Colombe
- Franchevelle
- Froideterre
- Genevrey
- Linexert
- Malbouhans
- La Neuvelle-lès-Lure
- Quers
- Ronchamp
- Saint-Germain
- Saulx
- Servigney
- Velleminfroy